# Agalliopsis patula
Agalliopsis patula är en insektsart som beskrevs av Nielson och Carolina Godoy 1995. Agalliopsis patula ingår i släktet Agalliopsis och familjen dvärgstritar. Inga underarter finns listade i Catalogue of Life.